# Keith Flint
Keith Charles Flint, född 17 september 1969 i Redbridge i London (uppväxt i Springfield i Essex), död 4 mars 2019  i Great Dunmow i Essex, var en brittisk sångare och medlem i gruppen The Prodigy.
Den 4 mars 2019 påträffades Flint död i sin bostad; han hade begått självmord.

## Diskografi

### Prodigy
Album
- Electronic Punks (1995)
- The Fat of the Land (1997)
- Their Law: The Singles 1990–2005 (2005)
- Invaders Must Die (2009)
- World's on Fire (2011)
- The Day Is My Enemy (2015)
- No Tourists (2018)

Singlar
- "Baby's Got a Temper" (2002)
- "Hotride (El Batori Mix)" (2004)

### Flint
Album
- Device #1 (2003)